# Doble ánimo
Doble ánimo es un concepto utilizado en la filosofía y teología del filósofo  danés Søren Kierkegaard (1813-1855) como falta de sinceridad, egoísmo o miedo al castigo. El término se usó en la Biblia en la Epístola de Santiago. Kierkegaard desarrolló su propia manera sistemática de intentar detectar el doble ánimo en sí mismo.

## En Kierkegaard
Kierkegaard se preguntó: ¿Quiero ser cristiano o no? ¿Quiero ser predicador o no? ¿Quiero ser profesor o no? ¿Quiero casarme o no? Todas estas preguntas tienen que ver con el futuro. Muchos estaban dispuestos a darle consejos, pero él sintió que la decisión era en última instancia suya. Los individuos temen tomar una decisión debido a la oposición externa, pero esto no tiene por qué impedir que uno tome una decisión siempre que tenga la capacidad de aprender a través de la experiencia si la decisión fue una buena decisión para uno mismo.
David F. Swenson nació en Suecia el 29 de octubre de 1876 y su familia se mudó a Estados Unidos en 1882. Se convirtió en profesor de filosofía en la Universidad de Minnesota en 1917 y estaba muy interesado en los escritos de Søren Kierkegaard. Terminó traduciendo muchos de sus libros al inglés. En ese momento, la población humana de Estados Unidos estaba aumentando y la misma pregunta formulada en los Salmos fue hecha por personas como David Swenson: "¿Cómo cantaremos el cántico del Señor en una tierra extraña?" (Salmos 137: 4). A continuación se muestran varias citas del libro de Kierkegaard, "Upbuilding Discourses in Various Spirits", publicado el 13 de marzo de 1847, donde trató de responder a esa pregunta.
Había maestros descarados del descaro que pensaban que la justicia era hacer el mal a gran escala y luego poder hacer parecer que, no obstante, se deseaba el bien. Así tenían, así pensaban, una doble ventaja, la miserable ventaja de poder obrar mal, de poder tener su voluntad, de dejar enfurecer sus pasiones, y la hipócrita ventaja de parecer buenos. Pero en la antigüedad también hubo un simple sabio cuya sencillez se convirtió en una trampa para las sutilezas de los descarados; enseñó que para estar realmente seguro de que fue la buena voluntad, uno debe evitar incluso parecer bueno, presumiblemente para que la recompensa no sea tentadora. Discursos edificantes en varios espíritus, Hong p. 37

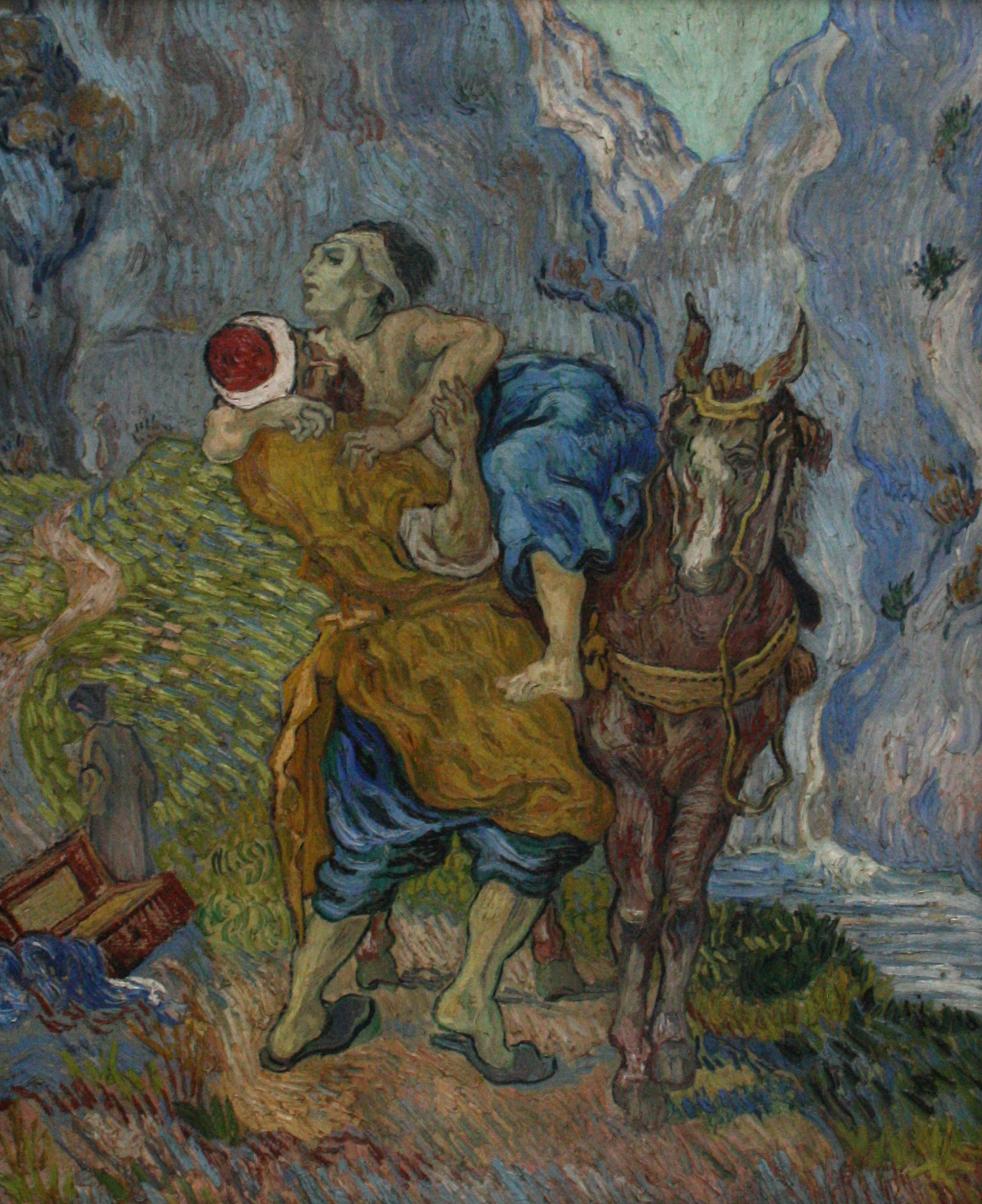
The Good Samaritan

 ¿Cuál es su estado de ánimo hacia los demás? ¿Estás en armonía con todos al querer una cosa? ¿O estás dividido en una facción, o estás en desacuerdo con todos y todos contigo? ¿Quieres para todos lo que quieres para ti, o quieres lo más alto para ti, para ti y para los tuyos, o que tú y los tuyos sean lo más alto? ¿Haces  a los demás lo que quieres que otros te hagan, al querer una cosa? Este querer es el orden eterno que lo ordena todo, que te pone en armonía con los muertos y con la gente que nunca viste, con gente extraña cuyo idioma y costumbres no conoces, con toda la gente de toda la tierra, que es sangre. parientes y eternamente relacionados con la divinidad por la tarea de la eternidad de querer una cosa. ¿Quiere una ley diferente para usted y los suyos que para los demás? ¿Quieres tener tu consuelo en algo diferente de aquello en lo que todo ser humano puede y será consolado incondicionalmente? Si un rey, un mendigo y uno de tus compañeros vinieran a ti al mismo tiempo, ¿te atreverías en su presencia con audaz confianza a afirmar lo que quieres en el mundo, con audaz confianza a afirmar en qué buscas tu consuelo? Su Real Majestad no te despreciaría aunque seas un inferior, positivo que el mendigo no se iría desanimado como si no pudiera tener el mismo consuelo, positivo que tu par se regocijaría en tu audaz confianza! Por desgracia, hay algo en el mundo que se llama alianza; es algo peligroso, porque todas las alianzas son divisiones. Es divisivo cuando la alianza excluye al plebeyo, y cuando excluye al noble, y cuando excluye al trabajador del gobierno, y cuando excluye al rey, y cuando excluye al mendigo, y cuando excluye al sabio, y cuando excluye el alma simple, porque todas las alianzas son divisiones en oposición a lo universalmente humano. Pero querer una cosa, querer el bien en verdad, querer como un solo individuo estar aliado con Dios, algo que todos pueden hacer incondicionalmente, eso es armonía.  Discursos edificantes en diversos espíritus , Hong p. 144
El primer tipo de doble ánimo, el de querer por recompensa o por miedo al castigo, es similar a la distinción entre  valores intrínsecos y extrínsecos. El segundo tipo de doble ánimo, el de querer sólo hasta cierto punto, es similar a la distracción o la voluntad a medias. Cada tipo de doble ánimo es una debilidad humana y un obstáculo para la búsqueda individual de la grandeza y la fuerza para querer y alcanzar el Bien. Para contrarrestar la doble ánimo, Kierkegaard sostiene que la disciplina y la claridad del  yo es esencial y necesaria para superar el doble ánimo. El doble ánimo no es algo malo, pero no reconocer que tú mismo eres una contradicción y un doble ánimo es un autoengaño.
Kierkegaard escribe constantemente sobre "desear el Bien", pero no llega tan lejos como para decirle al individuo único, "mi lector", qué es el Bien, porque, en lo que respecta a Kierkegaard, el Bien es algo que cada individuo encuentra. viviendo la vida y creyendo que Dios crea con un propósito. Le pide al individuo que considere si su vida es una contradicción o no. ¿El individuo ve el Bien y la recompensa o el Bien y el castigo? Solo el individuo involucrado en la tarea de vivir lo sabe y, cuando lo encuentre, es posible que no pueda explicarle a nadie por qué cree que es un Bien.

### Conocedores expertos

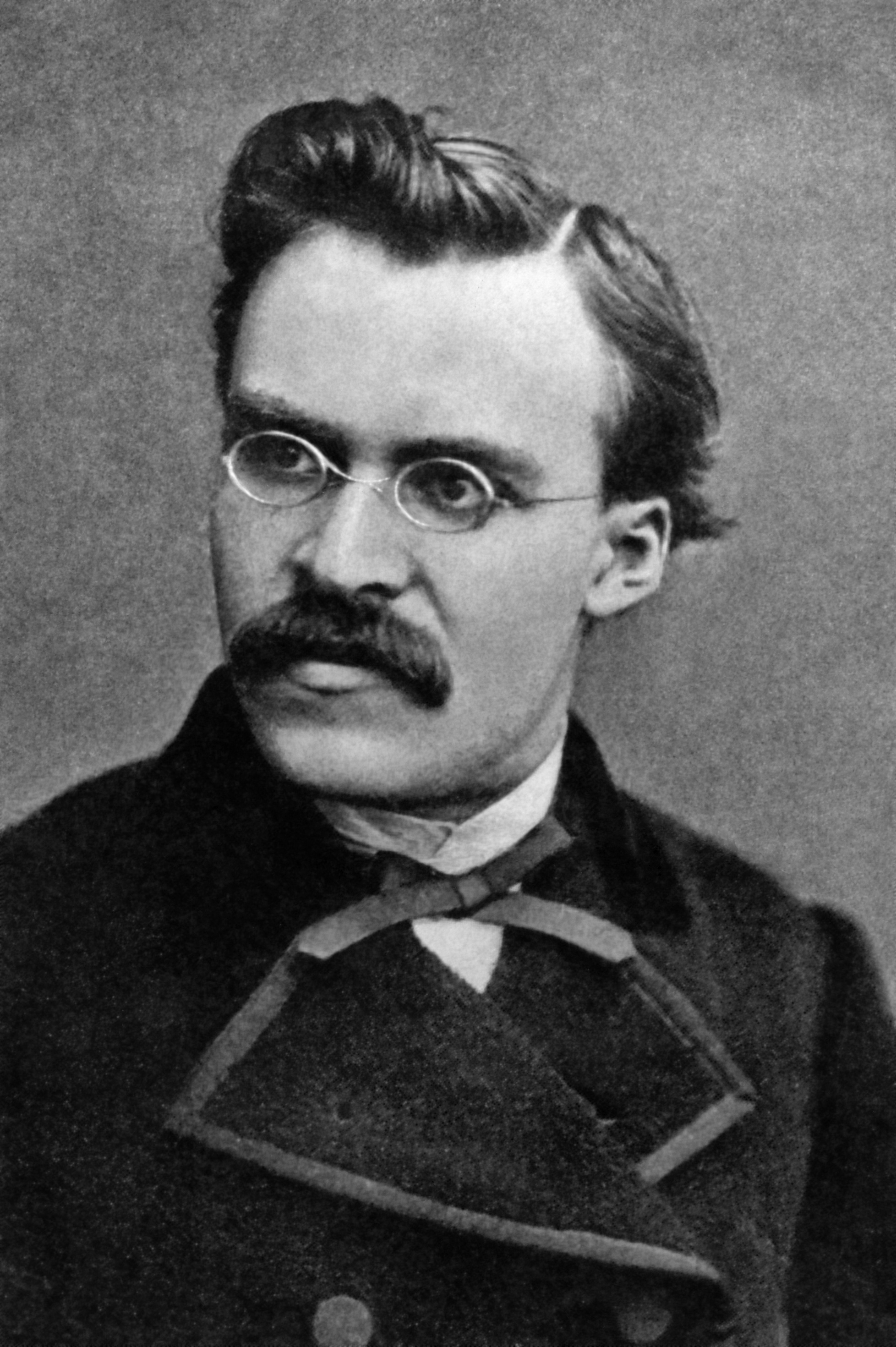
Friedrich Nietzsche alrededor de 1869 habló de Übermensch

¿Hay alguna forma de que una persona elija una carrera y tenga la certeza de que la carrera ofrecerá las mismas recompensas que se les ha dado a otros? ¿Existe un matrimonio que ofrezca, con certeza, un amor feliz entre los amados? Tanto Kierkegaard como Friedrich Nietzsche estaban interesados en estas preguntas. ¿Hay algunas personas con talento que sepan si debe casarse o convertirse en ministro, periodista o filólogo, o es algo de lo que quizás debería hablar con Dios y con usted mismo? Nietzsche cree que el eticista puede ayudar a la persona a encontrar lo bueno. Kierkegaard dijo, "el especialista en ética puede decirle a una persona que es su deber casarse, pero el especialista en ética de ninguna manera puede decirle con quién debe casarse". Y "expertos conocedores del amor". Pero, ¿puede un individuo ser un conocedor experto de sí mismo? Nietzsche dice que no, 

La vanidad es la inclinación involuntaria de prepararse para un individuo sin serlo realmente; es decir, intentar parecer independiente cuando uno es dependiente. El caso de la sabiduría es exactamente lo contrario: parece ser dependiente, mientras que en realidad es independiente. Friedrich Nietzsche, Axiom 13 Nosotros los filólogos.

Kierkegaard hizo una analogía con esta idea de tomar el conocimiento y ponerlo en práctica en su libro de 1845, "Tres discursos sobre ocasiones imaginadas" (Hong 1993), también traducido como "Pensamientos sobre situaciones cruciales en la vida humana" (Swenson 1941). Se pregunta si el conocimiento tiene alguna importancia sin hacer uso de él en la vida diaria:
"Imaginemos a un piloto y supongamos que ha pasado todos los exámenes con distinción, pero que todavía no ha estado en el mar. Imagínelo en una tormenta; sabe todo lo que debe hacer, pero no ha sabido antes cómo el terror se apodera del marino cuando las estrellas se pierden en la oscuridad de la noche; no ha conocido la sensación de impotencia que se produce cuando el piloto ve que la rueda en su mano se convierte en un juguete para las olas; no ha sabido cómo se le sube la sangre a la cabeza cuando se intenta hacer cálculos en un momento así; en resumen, no ha tenido una concepción del cambio que tiene lugar en el conocedor cuando tiene que aplicar su conocimiento. Qué buen tiempo es para el marinero, que para la persona corriente es vivir al mismo ritmo con los demás y con la regata, pero el momento de decisión, el peligroso momento de reflexión cuando se saca del entorno para estar solo antes Dios, volverse pecador, esta es la quietud que trastorna el orden habitual como una tormenta en el mar. Sabía todo esto, sabía lo que le pasaría, pero no sabía cómo la angustia se apoderaba de él, ya que se sentía abandonado en la multiplicidad en la que tiene su alma; no sabía cómo late el corazón cuando la ayuda de otros, la guía de otros, las normas y las distracciones de otros se desvanecen en la quietud; no conocía el temblor del alma, cuando es demasiado tarde para gritar por ayuda humana, ya que nadie puede oírlo: en fin, no tenía idea de cómo se cambia el conocimiento cuando necesita aplicarlo."
"¿Es este quizás tu caso, mi lector? No juzgo, simplemente te pregunto. ¡Ay, mientras el número de los que saben tanto aumenta cada vez más, los hombres realmente capaces son cada vez menos! Pero era el hombre que una vez quisiste ser. Seguramente no ha olvidado lo que dijimos sobre la sinceridad: que un hombre debe conservar un recuerdo claro de lo que una vez quiso ser; y ahora debes probar tu sinceridad ante Dios en la confesión de pecados. ¿Qué fue lo que alguna vez deseó? Querías esforzarte por alcanzar los ideales más elevados, aprehender la verdad y vivir en ella; no ahorraría tiempo ni esfuerzo; renunciarías a todo, incluso a toda ilusión. Si lograba la meta más alta, quería asegurarse de ser claramente consciente de lo que había querido decir anteriormente al esforzarse por alcanzarla. Si esto fuera tan poco, preferiría ser fiel sobre un poco que infiel sobre mucho. Si este fuera tu único pensamiento, y te convirtieras en el más pobre de todos entre los ricos que lo saben todo, preferirías seguir siendo tan verdadero como el oro, y esto está en el poder de todos los que lo deseen, porque el oro es para los ricos, pero una lealtad de oro es posible también para los pobres. Y el que fue fiel en un poco, fiel en el día de la prueba, cuando el ajuste de cuentas se hace en la quietud donde no hay recompensa, sino sólo la culpa se manifiesta, fiel en esta sinceridad que todo lo reconoce, incluso la imperfección de la sinceridad. fiel en el amor que se arrepiente, el amor humilde que exige la autoacusación: él también será gobernado sobre más. ¿No era esto lo que deseabas? Porque estamos de acuerdo en que en relación con lo esencial, conocerlo es esencialmente idéntico a la capacidad de hacerlo."
- Soren Kierkegaard, Reflexiones sobre la situación crucial de la vida humana, 1845, Swenson translation 1941 pp. 35–37

Kierkegaard escribió mucho sobre la validez del matrimonio en todos sus libros con esta misma idea en mente. Una vez más, puede saber todo de manera objetiva sobre el matrimonio, pero solo cuando realmente decide casarse puede estar solo con su cónyuge y vivir la vida de casado. Él dice: "Se dice que se supone que Sócrates respondió a alguien que le preguntó sobre el matrimonio: Cásate o no te cases, te arrepentirás de ambos. Sócrates era un  ironista que presumiblemente ocultó su sabiduría y verdad irónicamente para que no se conviertan en chismes locales, pero él no era un burlador. La estupidez del interrogador reside precisamente en pedirle a una tercera persona algo que nunca se puede aprender de una tercera persona ". El Bien es siempre un buen regalo de Dios: 

Al matrimonio le gustan los desertores tan poco como le permite a uno servir a dos amos. Salomón lo expresa maravillosamente cuando dice que el que encuentra una esposa encuentra algo bueno y obtiene un buen regalo de Dios o, para modernizar un poco el dicho, para el que se enamora, el dios ha sido misericordioso. Si se casa con la amada, hace una buena obra y hace bien en terminar lo que ha comenzado.

Lo expresó así en ¡Juzgad por vosotros mismos!: 

En los periódicos, en los libros, desde los púlpitos, desde la podia, y en las asambleas hay una solemnidad, una pomposidad, una pomposidad que sugiere que todo gira en torno al espíritu, en torno a la verdad, en torno al pensamiento. Quizás también lo haga, quizás. Pero quizás todo, sin embargo, gira en torno al trabajo, quizás a la carrera. ¿Es el trabajo, la carrera, lo que inspira al graduado en teología, o es el cristianismo? Nadie sabe. Acepta el trabajo, "sostiene" que es cristianismo. ¿Es el trabajo, la carrera, lo que inspira al graduado o es la beca? Nadie sabe. Acepta el trabajo, se convierte en profesor, "sostiene" que es una beca. ¿Es la cantidad de suscriptores lo que inspira al periodista o es la tarea? Nadie sabe. Acumula suscripciones, "sostiene" que es la tarea. ¿Es el amor a las masas lo que motiva a alguien a ponerse a la cabeza de las masas? Nadie sabe. Acepta la ventaja de estar a la cabeza de esta fuerza, eso es evidente; él "sostiene" que es por amor. Søren Kierkegaard, ¡Para autoexamen / juzgar por sí mismos!, Hong 1990 pp. 123–124

"Qué maravillosa expresión propone  Lichtenberg, "la frase simple, 'prosa de estudiante graduado', para describir el patrón de escritura de aquellos que escriben en un estilo popular fatuo pensamientos cotidianos ordinarios que, en el mejor de los casos, expresan lo que la gente sensata ya lo he pensado ". Revistas y artículos II A 124

Friedrich Nietzsche cuestionó por qué las personas eligen una carrera en su libro de 1872, "Nosotros los filólogos".

Al investigar el origen del filólogo encuentro:
1. Un joven no puede tener la menor idea de lo que fueron los griegos y los romanos.
2. No sabe si está capacitado para investigarlos;
3. Y, en particular, no sabe hasta qué punto, en vista del conocimiento que realmente puede poseer, está capacitado para ser maestro. Entonces, lo que le permite decidir no es el conocimiento de sí mismo o de su ciencia; pero

- (a) imitación
- (b) La conveniencia de realizar un tipo de trabajo que había comenzado en la escuela.
- (c) Su intención de ganarse la vida.

En resumen, noventa y nueve filólogos de cada cien no deberían ser filólogos en absoluto.
- Friedrich Nietzsche,  We Philologists , 1872, Editor: Oscar Levy, Traducido en 1911

¿Se puede cuantificar la efectividad de un ministro, periodista, profesor? ¿Cómo puede alguien saber realmente cuando algo dicho tuvo un gran efecto para bien o para mal? Kierkegaard creía en el poder del individuo, pero no dejaba de lado a los demás, ya que ningún individuo es más fuerte que él. Todos los individuos "crean en lo más profundo de su ser tentaciones de gloria y tentaciones de miedo y tentaciones de abatimiento, de orgullo y de desafío y de sensualidad mayores que las que encontramos en el mundo externo, y esta es la razón por la que luchamos con nosotros mismos". La lucha es una buena lucha mientras la "tarea" se mantenga en el lugar que le corresponde. No saber qué es un ministro, sino llegar a ser y ser ministro, no saber qué es un periodista, sino llegar a ser y ser periodista, no saber qué es un profesor, sino llegar a ser y ser profesor, etc. No quería entrometerse en el crecimiento de otro en la dirección de la religión porque, cristianamente hablando, "la dificultad no es entender qué es el cristianismo, sino convertirse y ser cristiano". La tarea no es saber qué es el bien o la belleza o la verdad, sino convertirse en el bien, la belleza y el verdadero Dios que quiere que llegue a ser. Escribió esto en 1846: 

No hay nada, ningún "así y así", que pueda decirse incondicionalmente que demuestre incondicionalmente la presencia del amor o que demuestre incondicionalmente su ausencia. Verdaderamente, el amor debe ser conocido por su fruto, pero aun así no se sigue de esto que debes asumir que eres el conocedor experto. Søren Kierkegaard, Obras de amor 1847, Hong pp. 14–15

Una persona puede muy bien comer lechuga antes de que haya formado un corazón, pero la tierna delicadeza del corazón y su hermosa espiral son algo muy diferente de las hojas. Lo mismo ocurre en el mundo del espíritu. El ajetreo hace que sea casi imposible para un individuo formar un corazón; por otro lado, el pensador, el poeta, la persona religiosa que realmente ha formado su corazón nunca se vuelve popular, no porque sea difícil, sino porque una ocupación tranquila y prolongada y una intimidad consigo mismo y una lejanía la acompañan. Incluso si pudiera levantar la voz y decir algo que todos aprobarían, no lo diría si fuera de carácter religioso, porque ya hay una especie de falta de corrección religiosa si el punto principal es llorar en voz alta; para la religiosidad, el punto principal es hablar en voz muy baja y consigo mismo. ¡Ah, se pone tan revuelto! Creemos que la religiosidad, en lugar de ser una cuestión de que cada individuo vaya solo a su habitación privada para hablar en voz baja consigo mismo, es una cuestión de hablar en voz muy alta.
- Søren Kierkegaard, Revistas y artículos II 1995 (Pap. VII 1A205) 1846 (Works of Love, Hong p. 407)

#### Orgullo y cobardía
Søren Kierkegaard escribió su " Cuatro discursos edificantes" el 31 de agosto de 1844. Uno de ellos se llamó "Contra la cobardía" y usó el versículo bíblico de 2 Timoteo 1.17 "Para Dios no nos dio un espíritu de timidez, sino un espíritu de poder, amor y dominio propio ". Dice, "nos arrastramos antes de aprender a caminar, y querer volar siempre es precario". Muchas personas, incluidos los cristianos, toman grandes resoluciones y luego imaginan que vendrán con la ayuda de Dios, pero es necesario "esforzarse" si uno quiere intentar hacer algo " bueno", llamado "el bien supremo" por filósofos. Kierkegaard pregunta sobre lo más bajo que puede hacer una persona, ¿no es eso el mayor bien para ese individuo?
El cristianismo presenta una meta que Kierkegaard llama una felicidad eterna y Cristo llama "Paraíso". Jesús dijo: "De cierto te digo que hoy estarás conmigo en el paraíso". o podría ser "De cierto te digo hoy, estarás conmigo en el Paraíso". (Lucas 23.43) al ladrón en la cruz. El objetivo estaba muy cerca para el ladrón, pero podría no serlo tanto para el individuo que quiere ser cristiano. Kierkegaard pregunta por qué el cristiano no debería establecer algunas metas intermedias que se puedan lograr antes de que llegue la felicidad eterna. No es necesario empezar por salvar el mundo. Kierkegaard sugirió explorar la relación entre orgullo y cobardía para ver si una de estas dos  pasiones le impide alcanzar metas intermedias. Tiene consejos para quienes establecen metas. ¡Deja de hablar y empieza! No se preocupe tanto por el resultado. Fíjese una meta e intente alcanzarla. Está bien si fallas porque puedes empezar de nuevo inmediatamente. Si necesita ayuda, pregúntele a alguien. Pero este objetivo debe ser algo en particular, algo concreto, para que sus pasiones puedan despertarse. Si el cristianismo es la tarea, entonces es una tarea que dura toda la vida.

... lo bueno, lo verdaderamente grande y noble no es solo algo en general y, como tal, el objeto general de conocimiento; también es algo particular en relación con el talento particular del individuo, de modo que una persona es  capaz de más que otra, de modo que una persona es capaz de hacerlo de una manera, otra de otra. El talento en sí no es el bien, el talento es el indiferente que sin embargo tiene su importancia. Si la capacidad es excepcional, entonces la cobardía dice: “Cuando uno está tan equipado, ciertamente no hay prisa por comenzar. Esto es algo tan fácil de hacer; tómate tu tiempo, tómate un poco de pérdida: al jugador experto le gusta comenzar cuando el juego está medio perdido. Lo conozco tan bien; ahora mismo estoy colgando fuego ociosamente, pero en breve, pronto ahora, realmente me pondré en marcha ”¡Qué orgullosa habla la cobardía! ¿Qué significa decir que la tarea es demasiado fácil? Significa que es difícil, y al llamar a algo más difícil, la cobardía ha llevado a la persona que elige elegir aquello que a los ojos del mundo parece ser más difícil pero que es lo más difícil. tarea más fácil. Es decir, es más difícil empezar tranquilamente porque tiene menos prestigio, y esa pequeña humillación es precisamente la dificultad. En consecuencia, no fue el orgullo sino la cobardía lo que actuó como consejero. Todo el mundo sabe que el momento de peligro le da a la persona una mayor fuerza, pero fíjate bien en qué medida y de qué manera uno es mayor. ¿Es algo tan grandioso, después de todo, necesitar tener el terror del peligro para reunir la fuerza de uno, sin mencionar que también podría ocurrir lo contrario, que el terror ciertamente estaría allí, pero la fuerza se desvanecería? Fue tan fácil que no pudo decidirse a empezar. Era orgulloso, pero cobarde, porque en realidad temía que lo que se había permitido llamar una bagatela no fuera exactamente eso, y entonces se encontraría en la incómoda posición de verse obligado a sentir su propia debilidad sin enfrentarse al colosal nombre del terror supremo, de verse obligado a permanecer allí en desgracia, privado de toda salida brillante. O la capacidad es leve. Entonces la cobardía dice: "Esto es muy poco para empezar". Es muy fatuo, en verdad, incluso tonto, decir esto, porque si uno no tiene más para empezar, siempre debe ser suficiente, y cuanto menos se empieza, mayor se vuelve; pero la cobardía, como ve, se ha ganado la sagacidad, y la sagacidad declara que eso es absolutamente correcto, porque la persona que no empieza nada tampoco pierde nada. Esa sagacidad es ciertamente algo de lo que enorgullecerse, y el orgullo ya ha discernido que rechazar todo es algo mucho más orgulloso que comenzar de poco, y eso lo puede hacer quien rechaza lo poco que se le ofrece y además todo lo que se le ofreció. no se le ofreció en absoluto. Parece orgulloso, pero la cobardía fue, después de todo, el inventor original. Søren Kierkegaard,  Dieciocho discursos edificantes , Hong pp. 358–359